# ショウワギス
ショウワギス（昭和鱚、英名 emerald rockcod、emerald notothen、学名 Trematomus bernacchii）はノトテニア科に属する商業的に重要な種。

## 分布
南極海原産で、浅瀬から水深200mに生息し、最大で水深700mから記録がある。

## 形態・生理
背鰭は4-6棘34-39軟条、臀鰭は31-35軟条。体色は茶色で、体側には大きな色の濃い斑点が2-3列並ぶ。第一背鰭の上部は黒みがかる。雌の場合最大35cm、雄は最大28cm。
血液中に糖たんぱく質を蓄えており、これにより寒冷な海に適応していると考えられている。また、熱ショックタンパク質が全く発現しないことが分かっており、極低温の環境で進化する間に遺伝子、またはその発現機構を喪失したと考えられる。

## 生態
底生で、多毛類・腹足類・等脚類・端脚類・藻類を食べる。
繁殖は8-1月、特に12月中旬から1月中旬に行われる。1回の産卵で約1000-3000個の卵を産み、各卵の直径は3.7-3.9mmほどである。通常は藻類の葉柄に産卵する。
サウス・シェトランド諸島のリヴィングストン島・サウスベイで、群生するカイロウドウケツ目のカイメン Rossella nuda の中に入っている姿が観察された。この内部からは卵塊も発見され、巣穴として用いていると考えられる。また、ここに生息する個体群は遊泳性のオキアミ・アミ類をよく捕食していることが分かり、地域によって食生が異なる可能性も示された。